# Безнег
Безнег — деревня в составе Шекшемского сельского поселения Шарьинского района Костромской области России.

## География
Расположена недалеко от главного хода Транссибирской магистрали, у платформы «692 километр», у реки Ветлуга.

## История
Согласно Спискам населенных мест Российской империи в 1872 году деревня относилась к 3 стану Ветлужского уезда Костромской губернии. В ней числилось 13 дворов, проживало 62 мужчины и 55 женщин. В деревне имелся кожевенный завод.
Согласно переписи населения 1897 года в деревне проживало 147 человек (67 мужчин и 80 женщин).
Согласно Списку населенных мест Костромской губернии в 1907 году деревня относилась к Николо-Шангской волости Ветлужского уезда Костромской губернии. По сведениям волостного правления за 1907 год в деревне числилось 25 крестьянских дворов и 197 жителей. Основным занятием жителей деревни была работа на железной дороге.
Согласно Закону Костромской области от 24 апреля 2017 года № 229-6-ЗКО Безнег переведен из упразднённого Варакинского сельского поселения в состав Шекшемского сельского поселения.

## Население
| 2008 | 2010 | 2014 |
| ---- | ---- | ---- |
| 23   | ↗25  | ↘21  |

## Инфраструктура
Личное подсобное хозяйство.
Есть ж.д. платформа «692 километр».

## Транспорт
Автомобильный и железнодорожный транспорт.